# Mahalapye (villaggio)
Mahalapye è un villaggio del Botswana situato nel distretto Centrale, sottodistretto di Mahalapye. Il villaggio, secondo il censimento del 2011, conta 43.289 abitanti.

## Località
Nel territorio del villaggio sono presenti le seguenti 97 località:
- Bodungwe 1 di 7 abitanti,
- Bodungwe 2 di 13 abitanti,
- Bonwapitse di 22 abitanti,
- Bonwathothi di 21 abitanti,
- Borotsi di 1.458 abitanti,
- Botalaote di 1.098 abitanti,
- Botlhapakolobe di 6 abitanti,
- Dilaene di 2.839 abitanti,
- Dilotso di 8 abitanti,
- Flowertown/Boseja di 3.738 abitanti,
- Gasetsile di 253 abitanti,
- Government Enclave di 489 abitanti,
- Gwape 1 di 27 abitanti,
- Gwape 2 di 34 abitanti,
- Herero di 4.172 abitanti,
- Kadimotse,
- Kainangwe,
- Kainangwe Lands di 136 abitanti,
- Kedikilwe di 58 abitanti,
- Kgarangwe di 64 abitanti,
- Kudumane di 38 abitanti,
- Ledumeleng di 92 abitanti,
- Lekawa di 19 abitanti,
- Lerokole di 75 abitanti,
- Lesware di 102 abitanti,
- Letapaneng,
- Localities Associated with M,
- Lose di 19 abitanti,
- Mabelete di 18 abitanti,
- Madiba di 4.097 abitanti,
- Madiba Lands di 40 abitanti,
- Madibana di 24 abitanti,
- Mahalapye Sec School Area di 192 abitanti,
- Maipaafela Pan di 24 abitanti,
- Majwana di 21 abitanti,
- Makubelo di 37 abitanti,
- Malepe di 82 abitanti,
- Maowang di 2 abitanti,
- Mathokgotse di 68 abitanti,
- Matsomane di 6 abitanti,
- Mmabolwetse di 2 abitanti,
- Mmadiperetla di 142 abitanti,
- Mmalegare di 44 abitanti,
- Mmalehutso di 13 abitanti,
- Mmamasiloanoka di 60 abitanti,
- Mmameno di 22 abitanti,
- Mmaphala 2 di 15 abitanti,
- Mmasease di 24 abitanti,
- Mmasegotso di 100 abitanti,
- Mmitwe di 50 abitanti,
- Modiane di 62 abitanti,
- Modiane 1 di 118 abitanti,
- Mokgacha di 11 abitanti,
- Mokgacha-wa-Dikhudu di 8 abitanti,
- Moko di 17 abitanti,
- Mokoswane 1,
- Mokoswane Lands di 18 abitanti,
- Moloko/Masokwane di 46 abitanti,
- Monate 1 di 45 abitanti,
- Morale 1 di 52 abitanti,
- Morale Farm di 88 abitanti,
- Morale Pasture Research Stat,
- Moselane di 69 abitanti,
- Moungwane di 82 abitanti,
- Mowana di 1.835 abitanti,
- Ntswaneng I di 15 abitanti,
- Ntswaneng II di 55 abitanti,
- Patikwane di 60 abitanti,
- Prisons Area di 1.059 abitanti,
- Quarry di 1 abitante,
- Raijagana di 18 abitanti,
- Railway Area di 191 abitanti,
- Ramosetsanyana di 63 abitanti,
- Ranala di 15 abitanti,
- Sehidikwe di 42 abitanti,
- Sekokobiri di 43 abitanti,
- Semitwe di 50 abitanti,
- Senthane/Mowana di 2 abitanti,
- Sethukge di 8 abitanti,
- Setsile Lands di 15 abitanti,
- Sukunya di 47 abitanti,
- Thokolo 1,
- Thokolo 2 di 15 abitanti,
- Thomadithotse di 3.744 abitanti,
- Tidi di 46 abitanti,
- Tidimalo di 1.343 abitanti,
- Titsane di 54 abitanti,
- Tshikinyega di 9.002 abitanti,
- Tswaing di 30 abitanti,
- Tswaing 1,
- Tswaing 2 di 5 abitanti,
- Tswaing 3,
- Tswaing 4 di 35 abitanti,
- Wards in Mahalapye,
- Xhosa di 106 abitanti,
- Xhosa I di 5.469 abitanti,
- Xhosa II di 2.563 abitanti